# Milesia collina
Milesia collina är en tvåvingeart som beskrevs av Heikki Hippa 1990. Milesia collina ingår i släktet Milesia och familjen blomflugor. Inga underarter finns listade i Catalogue of Life.